# Fascia thoracolumbalis

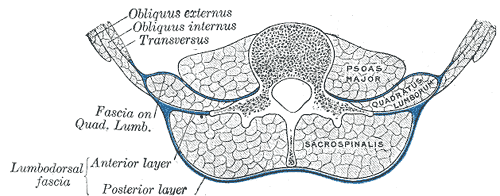
Schematisk tvärsnitt genom ländryggen. M. erector spinae, här kallad "Sacrospinalis", syns nedtill i bild mellan fascia lumbodorsalis främre och bakre blad. Högre upp i ryggen delar fascians sagittala blad upp erector spinae i sina tre stråk.
Illustration: Gray's Anatomy, 1918. (PD)

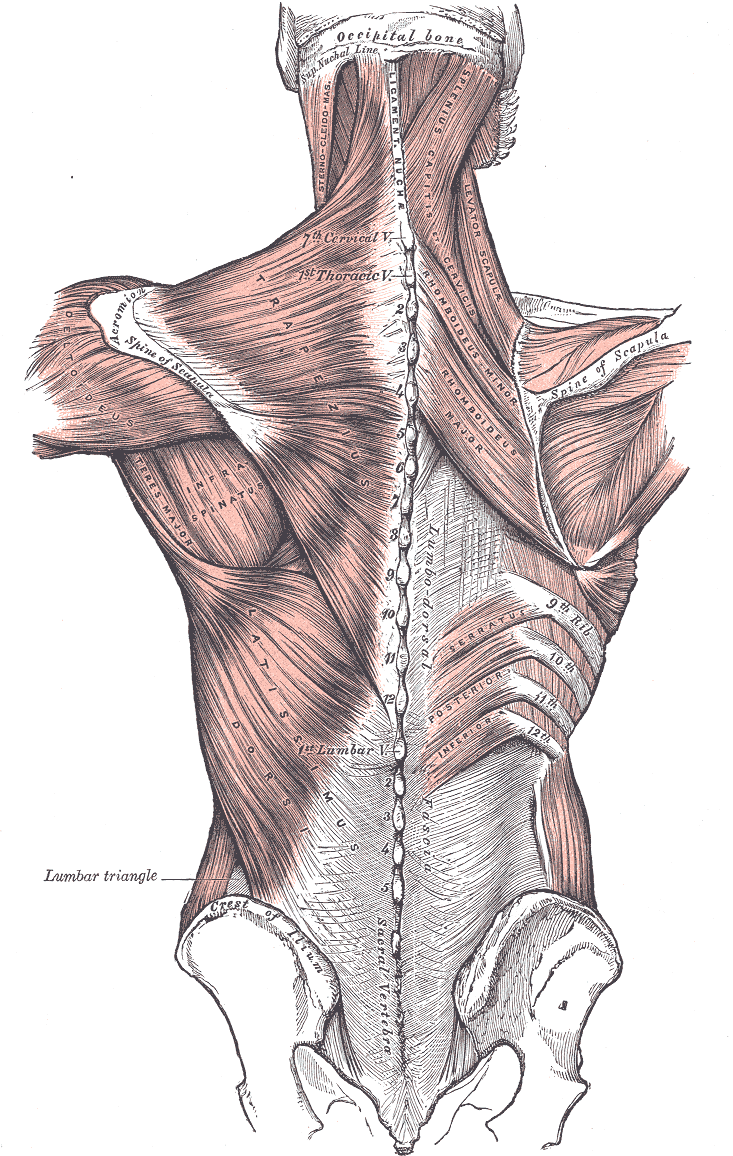
Ryggens ytliga muskler. Fascia thoracolumbalis, här rubricerad "Lumbo-dorsal fascia", är det grå fältet i bildens centrala nedre delar.
Illustration: Gray's Anatomy, 1918. (PD)

Fascia thoracolumbalis (latin: "bröstkorgens (thorax) och ländkotornas (vertebrae lumbales) bindvävshinna (fascia)) är en fascia som täcker de djupa ryggmusklernas på ryggradens baksida. Fascian täcker m. erector spinae med ett ventralt och ett dorsalt blad (blått i bilden intill) och en uppgift är att hålla ryggradens muskler på plats då ryggraden sätts i rörelse. Tillsammans med ryggens (dorsum) ligament stabiliserar den därmed ryggraden.
Fascian har sitt mediala fäste i ryggkotornas (vertebrae) taggutskott (processus spinosi) och i korsbenets (os sacrum) mediala kam (crista sacralis mediana). Det laterala fästet löper från korsbenets sidor ut på bäckenets (pelvis) övre benkam (tarmbenskammen, crista iliaca). 
I ländryggen är fascian tjock och aponeurotisk. Dess latera sida spänner mellan tarmbenskammen och det nedersta revbenet (costa) och utgör m. latissimus dorsis breda ursprung. Här avger fascian ett kraftigt blad som utgör ursprung för m. transversus abdominis. 
Över bröstkorgen passerar fascian på bröstkotornas (vertebrae thoracicae) laterala sidor i nivå med revbensvinklarna (anguli costae). Här tunnas fascian ut för att i nacken (nucha) passera framför m. serratus posterior superior och övergå i fascia nuchae.